# الهووو
الهووو شهری در استان یامبول کشور بلغارستان است که جمعیت آن در سال ۲۰۰۱ میلادی ۱۲٬۰۷۰ نفر بوده‌است.